# Lepidodactylus lugubris
Lepidodactylus lugubris is een hagedis die behoort tot de gekko's en de familie Gekkonidae.

## Naam en indeling
De wetenschappelijke naam van de soort werd voor het eerst voorgesteld door André Marie Constant Duméril en Gabriel Bibron in 1836. Oorspronkelijk werd de naam Platydactylus Lugubris gebruikt. De gekko heeft vele synoniemen en behoorde in het verleden onder andere tot de geslachten Hemidactylus, Gekko en Gymnodactylus.
De soortaanduiding lugubris betekent vrij vertaald 'rouwend' en slaat op de doffe, sombere lichaamskleuren.

## Uiterlijke kenmerken
De kleur is grijsbruin tot lichtbruin, met op het midden van de rug een brede lichtere gemarmerde lengtestreep. De lengte is ongeveer 10 centimeter inclusief staart die ongeveer de helft van de lichaamslengte beslaat. De kleur varieert echter tussen verschillende populaties en de gekko kan net zoals veel familieleden van kleur veranderen.

## Levenswijze
De gekko is parthenogenetisch, wat wil zeggen dat een vrouwtje zich kan voortplanten zonder dat daarbij een mannetje aan te pas komt. Het merendeel van de exemplaren bestaat dan ook uit vrouwtjes, mannetjes komen wel voor maar zijn zeldzaam. Omdat vrouwtjes zich het hele jaar kunnen voortplanten worden populaties snel groter. Het voedsel bestaat uit ongewervelden, er is beschreven dat de gekko zich verstopt bij een lichtbron en de hierdoor aangetrokken insecten snel grijpt als ze te dichtbij komen.

## In het terrarium
Lepidodactylus lugubris is relatief makkelijk te houden in een terrarium en is eenvoudig te kweken. Om de zoveel weken plakt een vrouwtje twee (soms een) eitjes tegen het terrariumglas of een plant. Als het ei kan worden weggehaald, soms met plant en al, kan het worden uitgebroed in een broedstoof. In het andere geval kunnen de eieren worden geïncubeerd in het terrarium zelf.

## Verspreiding en habitat
De soort komt voor in delen van Azië en leeft in de landen Taiwan, China, Sri Lanka, India, Seychellen, Myanmar, Maleisië, Vietnam, Japan, Indonesië, Filipijnen, Palau, Nieuw-Guinea, Bismarck-archipel en de Marianen. In Afrika is de hagedis te vinden op de eilandengroep Mascarenen en in Oceanië en omstreken in de landen en deelgebieden Nauru, Salomonseilanden, Micronesië, Oceanië, Australië, Samoa, Guam en de Genootschapseilanden. Noord-, Midden- en Zuid-Amerika is de hagedis door de mens geïntroduceerd in een groot aantal landen; Verenigde Staten (Hawaï), Mexico, Nicaragua, Costa Rica, Panama, Brazilië, Ecuador, Colombia, Suriname, Venezuela en de Caraïben.